# Le Loup blanc
Pour les articles homonymes, voir Loup blanc.
Le Loup blanc est un roman d'aventures de Paul Féval, paru en 1843. L'histoire se déroule en Bretagne, dans la forêt de Rennes. Les premiers chapitres se passent en 1719 et la suite du roman en 1740. On y croise un personnage historique, le Régent Philippe d'Orléans.

## Résumé
L'histoire commence en 1719. Nicolas Treml de La Tremlays, un gentilhomme breton attaché aux libertés de la Bretagne au sein du royaume de France, décide de défier le Régent. L'issue de ce combat décidera du statut de la Bretagne. Mais le vieil homme s'expose à un crime de lèse-majesté et, s'il est pris, ses biens seront confisqués. Pour que son petit-fils Georges ne soit pas lésé de son héritage, Nicolas passe un accord avec son cousin Hervé de Vaunoy : les terres seront à Vaunoy tant qu'un descendant de Nicolas ne les aura pas revendiquées en présentant un certain parchemin et une certaine somme d'argent pour prouver sa légitimité.
Rassuré, Nicolas Treml part pour Paris avec son écuyer, Jude Leker. Tous deux sont aussitôt embastillés. En Bretagne, Hervé de Vaunoy tente de noyer le petit Georges, mais l'enfant est sauvé par Jean Blanc, un paysan albinos dévoué corps et âme aux seigneurs de Treml. Toutefois, l'enfant disparait.
Une vingtaine d'années plus tard, la forêt de Rennes est devenue le repaire des Loups, des paysans qui se révoltent contre Vaunoy et les seigneurs qui les oppriment. Leur chef et surnommé le Loup Blanc. Un protégé du comte de Toulouse, le capitaine Didier, est envoyé rétablir l'ordre.

## Personnages
- Le capitaine Didier. Orphelin et recueilli par un saltimbanque nommé Lapierre, qui se sert de lui pour attirer les foules, il est ensuite remarqué par le comte de Toulouse, qui le prend à son service comme page, avant de le nommer gentilhomme de sa chambre, puis capitaine de la maréchaussée. Il a pour mission de débarrasser la forêt de Rennes des Loups et de protéger le convoi qui escorte l'impôt. Le lecteur devine rapidement qu'il n'est autre que Georges Treml en personne.

- Hervé de Vaunoy. De petite noblesse, il se prétend cousin de Nicolas Treml et se fait appeler « Vaunoy de La Tremlays », ce qui lui vaut d'être traduit en justice par Nicolas Treml, qui conteste cette parenté. Toutefois, à la mort du fils de Nicolas, celui-ci retire sa plainte et accueille Hervé à La Tremlays. Ce dernier l'amadoue tant et si bien que Nicolas Treml en fait le dépositaire de sa fortune avant de partir pour Paris. Hervé se débarrasse alors de Georges Treml, opprime les miséreux de la forêt et va jusqu'à manipuler l'intendant de l'impôt. Cupide jusqu'à la cruauté la plus monstrueuse, il tente d'assassiner le petit Georges et paye certains de ses serviteurs pour assassiner le capitaine Didier.

- Jean Blanc. C'est un paysan d'une grande pauvreté, qui ne survit que grâce à la bonté de Nicolas Treml. Il est albinos, ce qui lui vaut d'être rejeté par la plupart des hommes. Intelligent mais sujet à des crises de folies, il se complait à se faire passer pour réellement fou, ce qui lui permet de parler d'égal à égal avec Nicolas Treml. Très orgueilleux, il est aussi un fils dévoué et soigne son père avec amour. Dévoué aux Treml, il sauve le petit Georges mais l'abandonne lors d'un de ses accès. Dès lors, il n'a de cesse de le retrouver. Il se fait charbonnier, prend le nom de Pelo Rouan et devient le chef des Loups, surnommé le Loup Blanc. Il a une fille, Marie.

- Jude Leker. C'est l'écuyer de Nicolas Treml. Guère intelligent mais fidèle à ses maîtres, il revient en Bretagne, à sa sortie de prison, décidé à remettre à Georges Treml les papiers et l'argent qui le feront maître de La Tremlays. Quand il apprend la disparition de l'enfant, il décide de retrouver Jean Blanc, espérant que ce dernier pourra l'aider.

- Alix de Vaunoy. C'est la fille d'Hervé. Elle est décrite comme une « noble créature dont le charmant visage était moins parfait que l'esprit, et dont l'esprit ne valait point encore le cœur »[2] et tombe amoureuse du capitaine Didier, un amour qui n'est pas payé de retour. Dotée d'un grand esprit de sacrifice, elle serait prête à épouser l'intendant de l'impôt pour obliger son père, mais sa rencontre avec Didier l'en empêche.

- Marie Rouan. Surnommée Fleur-des-Genêts en raison de sa beauté et de la couleur de ses cheveux, elle est la fille de Jean Blanc et tombe amoureuse du capitaine Didier. Leur rencontre diffère selon l'édition du roman : à l'origine, Paul Féval a simplement écrit que Didier, égaré dans la forêt, entre chez les Rouan pour demander son chemin. Marie tombe alors amoureuse de lui. Dans l’édition revue et corrigée, Paul Féval dépeint leur rencontre sous un jour plus romanesque : Marie, poursuivie par « des soudards de France », est sauvée par Didier. Farouche, ombrageuse, pieuse et courageuse, elle est prête à braver n'importe quels dangers pour sauver Didier.

- Nicolas Treml de La Tremlays. Seigneur breton farouchement indépendantiste, il a une âme chevaleresque qui le mènera à sa perte. À la mort de son fils Jacques, il accepte de considérer Hervé de Vaunoy comme son cousin dans l'espoir d'en faire un père pour Georges. Embastillé en 1719, il meurt en 1737.

- Antinoüs de Béchameil, marquis de Nointel. C'est l'intendant royal de l'impôt, personnage inspiré de Louis Béchameil de Nointel. Cupide mais peu intelligent, il est trompé par Hervé de Vaunoy, qui lui promet la main de sa fille Alix pour échapper au fisc.

- Lapierre. Il a élevé Didier, dont il s'est servi pour attirer les foules du temps où il était saltimbanque. Lorsque Didier, remarqué par le comte de Toulouse, est nommé gentilhomme de la chambre puis capitaine de la maréchaussée par son riche protecteur, Lapierre entre au service d'Hervé de Vaunoy. Par la suite, il tentera à plusieurs reprises d'assassiner Didier pour le compte de Vaunoy.

## Commentaire
On retrouve dans ce livre le thème que Féval reprendra dans Le Bossu, celui de l'héritier légitime qui disparait et se manifeste au bout d'une vingtaine d'années. On trouve aussi l'indépendantisme, qu'il reprendra trois ans plus tard, en 1846, avec La Quittance de minuit, ainsi qu'en 1857 dans La Louve, qui remet en scène les Loups.

## Traductions
Le Loup blanc a été traduit en anglais dès 1848 sous le titre The White Wolf, puis sous les titres The White Wolf, or, The Secret Brotherhood: a romance (1852) et The White Wolf of Brittany (1861). En 2019, une nouvelle traduction de Jean-Marc et Randy Lofficier intitulée The White Wolf a été publiée par Black Coat Press.
Le Loup blanc a aussi été traduit en italien (Il lupo bianco, s.d.), en espagnol (El lobo blanco, 1846), en allemand (Der Forst von Rennes, 1848) et en grec (Ο λευκός λύκος, 1854).
En 1977, le roman a été traduit en breton sous le titre Ar Bleiz Gwenn, par Ernest Le Barzic.

## Adaptation
Le Loup blanc a fait l'objet d'une adaptation télévisée par Jean-Pierre Decourt en 1977, avec Jacques Rosny dans le rôle de Jean Blanc, Jacques Weber dans celui de Didier et Claude Giraud dans celui d'Hervé de Vaunoy.
Quelques noms sont changés, dont celui de Nicolas Treml de La Tremlays, qui devient le marquis de Tremi. Celui-ci se rend à Paris pour dénoncer les abus du Régent, qui opprime les pauvres au nom de l'impot, et non pour revendiquer l'indépendance de la Bretagne.